# クリーヴ・バクスター
- クリーヴ・バクスター[1]
- クリーヴ・バックスター[2]
- クリーブ・バクスター[3]
- クリーブ・バックスター[4]

クリーヴ・バクスター（英: Grover Cleveland "Cleve" Backster, Jr.、1924年2月27日 - 2013年6月24日）は、アメリカ合衆国の中央情報局(CIA)の元尋問官、技術者。アメリカのニュージャージー州出身。ポリグラフ（嘘発見器）の第一人者とされる人物。
第二次世界大戦中に大学を中退し、アメリカ海軍の士官を務めた。以前から超常現象に強い興味を抱いており、兵役中に催眠術の研究を独自に重ねた。やがてその実績を見出され、1948年よりCIAに勤務。CIAの業務に催眠術やポリグラフなどの導入を提案し、のちにポリグラフの開発者であるレナード・キーラーに師事し、ポリグラフによる調査方法を確立させた。
キーラーの没後はCIAを離れ、シカゴのキーラー・ポリグラフ研究所の所長に就任。さらにポリグラフ事業としてワシントンD.C.に民間のポリグラフ・コンサルタント業を設立した。1959年にはニューヨーク州マンハッタンにポリグラフ検査官養成学校を設立し、同校の初代校長を務めた。続く1965年には、ポリグラフの技術開発と機器改良とを目的として「バクスター研究財団」を設立した。
その一方で1966年より、人間や動物の挙動や思考に対する植物の反応をポリグラフで検出する研究を続けた末、「植物の反応が感情的なもの」「植物は思考する」との結論に至り、これを「バクスター効果」として1968年に発表し、各界から大きな反響を呼んだ。1973年には、アメリカの著作家であるピーター・トムプキンズらの著書『The Secret Life of Plants』（日本語題『植物の神秘生活 緑の賢者たちの新しい博物誌』）で取り上げられ、この本が『ニューヨーク・タイムズ』のベストセラー・リストに入ることで、世界中にその名を知られることとなった。バクスター自身の著書に、このバクスター効果のことを綴った『Primary perception』（2003年、日本語題『植物は気づいている バクスター氏の不思議な実験』）がある。